# Вэдува, Илие
Илие Ведува (рум. Ilie Văduva; 21 июля 1934, Аниноаса, Горж, Королевство Румыния — 1998, Бухарест) — румынский политический и государственный деятель, министр иностранных дел Румынии (1985—1986), министр внешней торговли и международного сотрудничества (1986—1988), советник президента (декабрь 1988 — декабрь 1989). Ректор Экономической академии Бухареста (1980—1985). Был одним из арестованных после свержения режима Николае Чаушеску (1989).

## Биография
Окончил Экономическую академию Бухареста. экономист. Член РКП с 1961 года. С 1979 года был кандидатом в члены ЦК Румынской коммунистической партии, в 1984 году стал членом ЦК. Считался протеже первой леди Румынии, Елены Чаушеску. В 1985 году она 
инициировала его избрание на должность министра иностранных дел Румынии.
Занимал должность министра иностранных дел с 11 ноября 1985 года по 26 августа 1986 года. Во время своей работы в качеств министра при режиме Чаушеску неоднократно был замечен в нарушениях прав человека. Был уволен за некомпетентность по международным делам Румынии и назначен министром внешней торговли и международного сотрудничества в 1986 году, занимал этот пост до 21 мая 1988 года, затем был уволен румынским руководством за участие в хранении токсичных отходов в черноморском порту Сулина, что вызвало массовые возмущения экологов. Тем не менее, несколько месяцев спустя, в декабре 1988 года, снова занял высокопоставленный пост советника президента.